# Char D2
De Char D2 is een Franse tank uit de Tweede Wereldoorlog.

## Ontwikkelingsgeschiedenis
In 1930 besloot de Direction de l'Infanterie, het Franse Directoraat van het Wapen der Infanterie, uit het NC1 prototype van Renault de Char D te laten ontwikkelen. Deze tank beschouwde men echter al als verouderd: door de toegepaste klinknagelconstructie was de romp onnodig zwaar. Men besloot een tank te laten bouwen, een Char D2, die een zelfdragende gelaste romp had, om met de gewichtsbesparing de pantsering van 30 op 40 mm te brengen, wat het voertuig onkwetsbaar zou maken voor alle toen bekende antitankwapens. Tegelijkertijd kon de extra binnenruimte, gewonnen door het weglaten van de skeletbalken, gebruikt worden om een krachtiger motor te installeren. In een brief aan het ministerie van defensie van 23 januari 1930, geschreven door kapitein Ferdinand-Joseph Deygas, toen een van de belangrijkste Franse pantsertheoretici en -historici, werden de volgende eigenschappen voorzien:
- Maximumpantsering van 40 mm
- 120 pk motor
- Maximumsnelheid 20-22 km/u
- Lengte zonder staart van 5 meter
- Breedte van 2,34 m
- Hoogte van 2,30 m
- Bodemvrijheid van 45 cm
- Gewicht van 15,5 ton
- Bewapening bestaande uit een 47 mm kanon en twee mitrailleuses

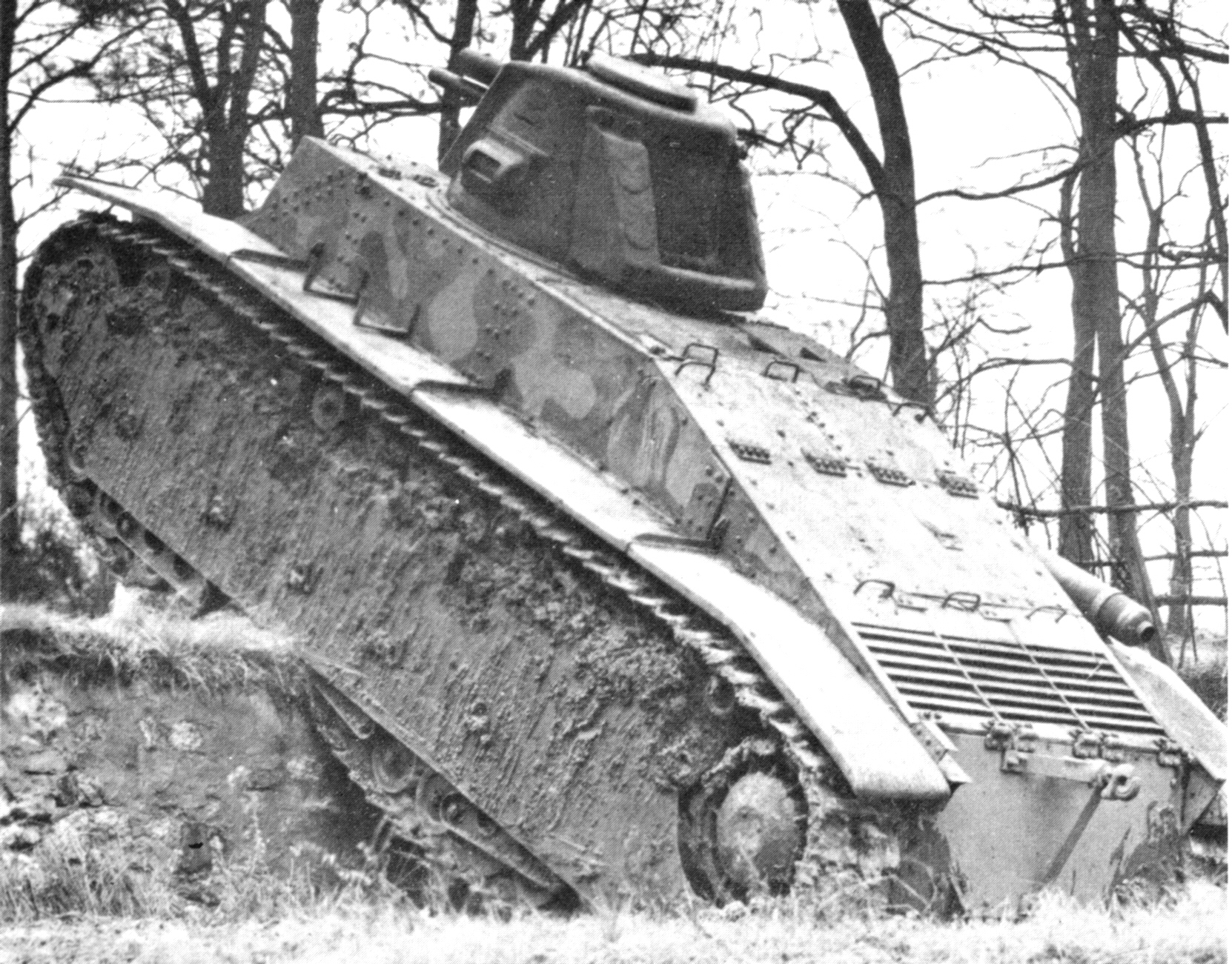
Het eerste klinknagelprototype van de D2 met de ST3 toren; de unieke uitklapbare constructie is duidelijk zichtbaar

Op 26 maart vraagt men het Opperbevel van het Leger om goedkeuring welke op 14 april verleend wordt, mede omdat de tank gezien wordt als een alternatief voor de Char B1, mochten toen lopende wapenbeperkingsbesprekingen leiden tot een verbod van tanks zwaarder dan 25 ton of nog minder: Frankrijk zou tijdens de onderhandelingen eisen dat niet verder beperkt zou worden dan zestien ton, net boven het geschatte gewicht van de Char D2. In mei contacteert men Renault en het ontwerpbureau daar begint aan een studie, tegelijkertijd met die naar de sterk gelijkende Char Colonial, de Char D3. Het zou echter even duren voordat uit de bouwtekeningen ook een prototype vervaardigd kon worden. Een gelaste romp impliceert het inhuren van dure gekwalificeerde lassers en Louis Renault, die zijn financiële belangen altijd nauwkeurig in het oog hield, eiste dat het leger vooraf de rekening zou voldoen voor het introduceren van de nieuwe bouwmethode. Maar daarvoor bestond geen budget. Men kwam er voorlopig niet uit en op 8 december 1931 komt men overeen dat Renault eerst maar een prototype zonder gelaste romp zal vervaardigen (une solution assez ridicule verzucht het Directoraat), te leveren voor maart 1932. Het type, met de code Renault UZ, werd overgedragen in april.
Het prototype werd in mei 1933 technisch beproefd bij de Docks de Rueil en daarna, voor een veldbeproeving van vijftien dagen vanaf 9 oktober 1933, overgedragen aan het 503e Régiment de Chars de Combat. Het materieel werd in een rapport van 30 oktober goedgekeurd als zijnde duidelijk superieur aan de Char D1, hetgeen bekrachtigd werd door de Conseil Consultatif de l'Armement op 12 december. Op 12 januari 1934 bekrachtigde het Opperbevel een order van vijftig stuks; door het mislukken van de ontwapeningsbesprekingen vanwege het zich terugtrekken van Duitsland uit de Volkerenbond op 14 oktober 1933 waren eerdere plannen om 750 Char D2's aan te schaffen flink beperkt. Na een demonstratie op 23 maart 1934 te Satory adviseerde ook de Conseil Supérieure de la Guerre positief, mits het voertuig als een overgangstype werd gezien, totdat de productie van de Char B op gang kwam. Al deze goedkeuringen geschiedden op hoop van zegen, want er was in de zomer van 1933 nog steeds geen gelaste romp beschikbaar om de echte eigenschappen van het project te kunnen vaststellen. De eerste twee gelaste prototypes waren uiteindelijk pas in december 1932 besteld; ze waren gereed in augustus 1933 maar werden pas overgedragen in november, net te laat voor een uitputtende beproeving. Eén prototype had een iets andere ophanging met een andere plaatsing van de toprollers, een hoger klimwiel en een groter aantal platen bij de bepantsering van de vering; dit leek het meest op het prototype van de Char D3. In Rueil worden de lintremmen vervangen door remschoenen.

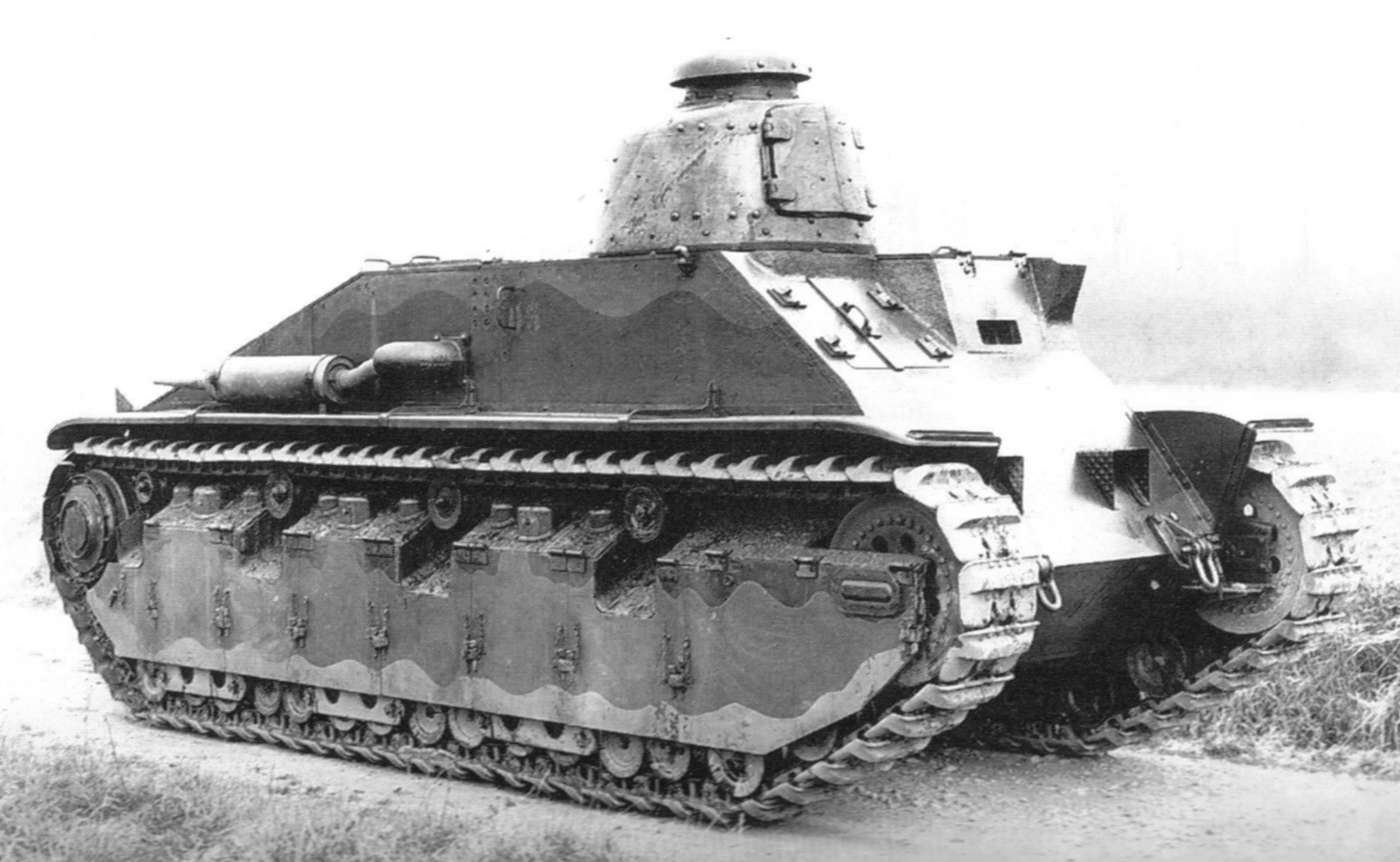
Het gedeeltelijk gelaste prototype van de Char D2, voorlopig uitgerust met een torentje van de FT 17. Dit is het exemplaar met de afwijkende ophanging

Vanaf december 1934 gebruikte men de drie prototypes om verschillende motoren te beproeven door de Commision de Vincennes: het eerste wordt voorzien van een 120 pk benzinemotor, de andere twee van dieselmotoren: een van het type Lorraine-Dietrich, de ander een Renault V6 van 123 pk. Op 25 december breekt van het eerste prototype het loopwerkframe. Na reparatie haalt men de gewenste snelheid van 23 km/u, maar de motor maakt een verschrikkelijk lawaai, het lukt niet de hoogste vijfde versnelling te handhaven, de slijtage is hoog en het rijbereik is gering. Het voertuig wordt op 14 februari 1935 naar het Atelier de Construction de Puteaux gezonden voor verbetering: de uitlaat wordt verplaatst naar de linkerkant, het tussenschot tussen gevechts- en motorcompartiment wordt gedempt, en er komen vier vergrote benzinetanks. Opnieuw wordt alles vergoelijkt met de gedachte dat de gelaste romp niet is gebruikt. De dieselmotoren van de twee andere prototypes worden afgewezen, zodat de gewenste combinatie van romp en motor nog steeds niet getest is.
Dit alles betreft alleen de romp. De toren werd apart aangeschaft. Al in 1933 was experimenteel de gegoten ST3 koepel van Schneider op het eerste prototype aangebracht. Het mankement van de ST1 toren: een slechte balans doordat de bewapening zeer ver naar voren was aangebracht om te voorkomen dat men anders voor ieder schot het kanon had moeten eleveren wegens gebrek aan ruimte om de granaat te laden, was bij de ST3 opgelost door aan de achterkant van de toren een van achteren open frame te bevestigen dat de zaak meer in evenwicht bracht. Door het luik aan de achterzijde tot in dit frame open te klappen, verschafte men zich daarbij extra ruimte, terwijl men toch wat tegen kogels beschermd was. De ST3 werd voor de Char D afgewezen ten faveure van de ST2, die als "universele toren" waarmee zelfs FT 17s uitgerust konden worden, ook even voor de Char D2 in beeld was. In 1935 besloot men echter de ruimere gegoten APX1-toren, die ook bij de Char B1 werd gebruikt, te installeren, omdat men per se een bepantsering van veertig millimeter rondom wilde, wat wegens het hogere gewicht een elektrische aandrijving vergde en overeenkomende grotere torenring.
Ondanks de onvoltooide beproeving werd op 29 december 1934 de order aan Renault gegund voor 410.000 frank per stuk. Die prijs was voor alleen de rompen; de torens kostten apart nog een kleine 200.000 frank. De vijftig exemplaren, serienummers 2004 - 2053, werden afgeleverd tussen 9 mei 1936 en 23 februari 1937; ze waren gebaseerd op het gelaste prototype dat de oorspronkelijke ophanging had. Door de late levering komt er niets van een plan uit 1935 om in 1936 150 exemplaren in dienst te nemen tegen een prijs van 90 miljoen frank.
Een curiositeit is dat sommige voertuigen geleverd werden in wel het meest bonte camouflagepatroon waarvan ooit enige tank werd voorzien. Officieel waren zestien camouflagetinten vastgelegd, waaruit dan een keuze van drie of hoogstens vier moest worden gemaakt: een lichte, middeldonkere en donkere toon. Renault interpreteerde dit voorschrift, teneinde zo veel mogelijk restpartijtjes verf te kunnen gebruiken, echter creatief alsof het ook vier tinten met twee tonen per tint mocht omvatten en zo werden de Char D2's vanaf eind 1936 afgewerkt in vlakken van acht kleuren: bruin, okergeel, zeegroen, paars, beige, appelgroen, lila en hemelsblauw — alles afgegrensd met dunne zwarte contourlijnen.

## Beschrijving
De Char D2 is in wezen een verbeterde Char D1 (zoals de Char D genoemd werd nadat zijn nakomeling ingevoerd was). Door de andere toren is hij iets hoger, 2666 mm. De lengte zonder staart is 5,46 m, de breedte door een wat lichtere en smallere rupsband van 35 cm een tikkie minder: 2223 mm. Het loopwerk lijkt op het eerste gezicht identiek, maar verschilt doordat de steunwielen, aangevuld door een extra spanwiel, wat hoger geplaatst zijn om alle resonantie te voorkomen. De zijplaat die de drie verticale springveren afdekt, heeft nu zes in plaats van acht panelen en is voorzien van moddervangers onder ieder steunwiel. Boven de rupsbanden bevinden zich nu spatborden met daarop grote schuine voorraadkisten die de illusie geven dat ze deel uitmaken van het pantser.
Hoewel bij het tweede en derde prototype de romp voor een groot deel gelast was en bijna perfect afgeschuind om het afketsingseffect te verbeteren, gebruikt Renault bij de productie-exemplaren op de meeste plaatsen toch lichte boutconstructies, waarbij dunne hoekplaten de hoofdplaten met platte bouten verbinden, vooral aan de zijkanten en om het wat rechtere stuk met het vizier van de chauffeur/mecanicien links en het luik van de radioseiner rechts op de romp aan te brengen. De pantserequivalentie van de 40 mm platen is daardoor slechts zo'n 50 mm, terwijl een 65 mm mogelijk was geweest. De antenne van de ER52 of ER52 bis zit rechts op de romp; twee exemplaren, met serienummers 2016 en 2049, hebben een extra ER51 langegolfradio met een tweede antenne links; ze worden gebruikt als commandotank.
In het motorcompartiment bevindt zich een V-6 150 pk motor met 9,5 liter cilinderinhoud die toch maar een maximumsnelheid van 23 km/u oplevert, want het gewicht ligt op 19.750 kilo. Vier benzinetanks met tezamen 352 liter maken een rijbereik mogelijk van 100 kilometer. De klimhoek is 50%, het klimvermogen 80 cm, het waadvermogen 120 cm en het officiële overschrijdingvermogen is vreemd genoeg lager dan bij de Char D1: 210 cm.
De eenmans-APX1 toren draagt een SA 34 47 mm kanon met 120 granaten en een niet-coaxiale 7,5 mm Reibel mitrailleuse; zo'n wapen is ook star aangebracht in de rechtervoorkant. De negenhoekige rondom afgeschuinde toren heeft een dikte van 40 mm bij de wanden en 26 mm op het dak. De commandant in de toren moet zelf richten en laden; de seiner heeft echter mede als taak hem munitie aan te reiken.

## Verlengde productie en operationele geschiedenis
In april 1937 ontving het 507e RCC (Régiment de Chars de Combat) te Metz als eerste eenheid de Char D2. Nadat voldoende bemanningen waren getraind, werden in juli drie tankcompagnies opgericht die dat jaar meededen aan de parade op Quatorze Juillet. Op 1 oktober 1937 schakelde het eerste bataljon van het regiment officieel volledig over op de Char D2, met een toewijzing van 45 tanks; de vijf overige tanks worden gebruikt voor de centrale rijinstructie. Alle tanks krijgen op 26 juni 1938 een persoonlijke naam en worden vernoemd naar historische Franse overwinningen. Commandant is vanaf 5 september 1937 Charles de Gaulle, als luitenant-kolonel tot 25 december, daarna als kolonel. Hoewel een hele verbetering ten opzichte van de Char D1 stemde het nieuwe materieel niet onverdeeld gelukkig. Er waren veel problemen met het onderhoud en een lage inzetbaarheid was het gevolg.
Al in mei van dat jaar had het Conseil Consultatif de l'Armement besloten nog eens vijftig exemplaren aan te schaffen, binnen de context van een lopende discussie of men toch niet beter fondsen van de Char B1 naar de Char D2 moest overhevelen om zo een groter aantal pantserdivisies op te kunnen richten. Had men al in 1934 niet durven te besluiten tot volle massaproductie, ook nu maakte het ontbreken van serieuze gegevens voorzichtig. Toen die in 1938 binnenkwamen, overwoog men op het besluit terug te komen, maar de gespannen politieke situatie stond niet toe dat men productiecapaciteit onbenut liet en in juni kreeg Renault officieel de order. Budgettair had het project echter geen prioriteit en Louis Renault was niet van plan het materieel op de pof te gaan maken — temeer daar de militaire tak van zijn bedrijf in 1936, althans formeel, genationaliseerd was. Door grote organisatorische moeilijkheden en arbeidsconflicten liepen in die jaren trouwens alle Renaultprojecten zware vertragingen op. Voorlopig werden er dus geen voertuigen geproduceerd wat ook betekende dat, terwijl het type al zo snel versleet, er nauwelijks reserveonderdelen gemaakt werden.

### Schemeroorlog
Bij het uitbreken van de Tweede Wereldoorlog bepaalde Édouard Daladier op 27 september 1939 dat het type niet geschikt was voor verdere massaproductie maar dat de laatste vijftig voertuigen wel alsnog gebouwd zouden worden. De geldstroom kwam op gang en de feitelijke productie ging van start, nu te laat om er nieuwe reguliere eenheden mee uit te rusten: men besloot om vijftien oudere exemplaren om te bouwen tot vlammenwerper en deze door voertuigen van de tweede serie te vervangen. Het geplande bouwschema voorzag in een levering van vijf in februari 1940, acht in maart, daarna tien per maand tot de laatste levering van zeven in juli. In februari werden er in feite zes exemplaren geproduceerd; in maart zeventien; in april zes, in mei dertien en in juni acht. De levering aan het leger verschilde hier weer van: vijf (serienummer 2054-2058) op 27 maart; acht (N° 2059-2062 en 2065-2068) op 22 april; tien (N° 2069-2078) op 6 mei; twaalf (N° 2079-2090) op 25 mei en twee (N° 2063 en 2064) op 6 juni. Van de overige dertien exemplaren (N° 2091-2103) is niet bekend of ze ooit afgeleverd zijn; ze werden naar het zuiden verzonden toen Renault op 12 juni zijn fabriek moest evacueren.
Al deze nieuwe tanks werden uitgerust met de licht verschillende APX4 toren voorzien van het langere SA 35 kanon en een standaard S 190 G bevestigingspunt boven het torenluik om het reservemachinegeweer als luchtafweerwapen te gebruiken. Dat leidde ertoe dat sommige documenten, naar analogie met de op gelijksoortige wijze verbeterde Char B1 bis, in 1940 van een Char D2 "bis" gaan spreken; dit was echter nooit een officiële aanduiding. Andere modificaties betroffen een verbeterde smering; sterkere kogellagers voor de loopwielen; een iets andere vorm van het geleidewiel en het aandrijfrad, zodat de rupsbanden minder kans lopen afgeworpen te worden; vooraan ingekorte spatborden met een opstaand randje; een dunnere radioantenne; een nieuwe Vertex distributeur en een Vlet startmotor die werkt met luchtcompressie zodat de accu minder belast wordt tijdens het starten.
Toen de oorlog dreigde uit te breken werd 1/507 op 27 augustus 1939 hernoemd tot het 19e Bataillon de Chars de Combat onder commandant (een majoorsrang) Ayme, deel van het 507e Groupement de Batallions de Chars. Een aantal snelle reorganisaties volgden op de mobilisatie: op 6 september verhuisde het bataljon naar GBC 510, op 8 september naar GBC 511 en vanaf 13 september doet het bataljon mee aan het Saaroffensief als deel van GBC 517 onder luitenant-kolonel Simonin dat toegevoegd was aan het Vijfde Leger; bij een tocht op eigen kracht van 120 kilometer naar de frontlijn blijken dertig van de veertig ingezette tanks uitgevallen — rijden op een verhard wegdek deed de ophanging kapottrillen. In feite werd de eenheid in reserve gehouden om een mogelijke Duitse tegenaanval met tanks af te slaan. Die kwam nooit maar op 9 oktober was er wel een vals alarm, dat door de Franse pers werd vertaald in een groot verdedigingssucces; op 23 oktober komt president Albert Lebrun de tanktroepen persoonlijk danken voor hun inzet bij het afweren van het Duitse gevaar. In werkelijkheid was op dat moment nog geen enkele vijandelijke tank aan het front ingezet. In de strenge winter van 1940 hebben de tanks veel te lijden van het slechte weer, dat ook veel ongelukken veroorzaakt. In maart 1940 werd de eenheid uit de oorlogszone teruggetrokken; echter niet om, zoals men verwachtte, nieuwe voertuigen van de tweede serie te ontvangen maar om geleidelijk de oude in te leveren ter ombouw en revisering.
Nadat al in september 1939 twee tanks van de rijschool — de overige drie bleven gebruikt worden voor de rijopleiding — experimenteel waren omgebouwd, werd vanaf 9 maart 1940 het SA 34 kanon vervangen door het langere SA 35 in een aangepaste APX1A-toren, het sterkste tankkanon van dat moment. Door de langere hulzen daalde de munitievoorraad tot 108 stuks. Het oude kanon kon geen echte pantsergranaat afschieten; het beschikte over twee types brisantgranaat waarvan één met dikkere wanden; de lichtste, de obus D met een gewicht van 1250 gram, had een aanvangssnelheid van 490 m/s; de zwaarste, de Obus B Modèle 1932 van 1410 gram en een springlading van 142 gram, een van 480 m/s. Deze "pantserbrisantgranaat" was dus trager dan de brisantgranaat, een omkering van de normale situatie veroorzaakt door het feit dat beide een even krachtige aandrijflading hadden. Het doorslagvermogen was nog geen 25 mm op 100 meter; door het nieuwe kanon zal dat meer dan verdubbelen. De tanks worden per vijf stuks voor ombouw verzonden naar het Atelier de Rueil, waar ze meteen een grote beurt zouden krijgen; door gebrek aan reserveonderdelen kwam van dat laatste overigens weinig terecht. Op 12 april wordt de tweede partij van vijf verzonden.

### Slag om Frankrijk
Na de Duitse inval, Fall Gelb, wordt de oprichting vanaf 25 maart van kleinere eenheden die een kortere trainingstijd nodig hadden, versneld. De 345e, 346e en 350e Compagnie Autonome de Chars de Combat worden inderhaast geformeerd met respectievelijk veertien, tien en twaalf Char D2's uit de reservevoorraad nieuwe exemplaren uit de tweede serie. Sommige van die tanks werkten niet, hoewel ze gloednieuw waren; er waren geruchten over sabotage, gevoed door een overspannen Vijfde Colonne-angst — een simpeler verklaring vormt de gebruikelijke lage kwaliteitscontrole bij Renault.
Het oprichten van nieuwe eenheden met de tanks van de tweede serie werkte echter contraproductief: de gevechtskracht daalde juist doordat dat het bestaande 19e BCC, dat de nieuwe voertuigen hard nodig had, niet meer op sterkte kon blijven door de steeds sterkere slijtage vanwege de intensievere trainingen en de modernisering. Van het 19e BCC zijn op 10 mei 21 tanks omgebouwd met het langere kanon: alle voertuigen van de 2e compagnie en zes van de 3e compagnie (de overige negen zijn helemaal zonder toren in afwachting van ombouw); de eerste compagnie was op non-actief gesteld omdat de bemanningen voorzien van nieuwe voertuigen als zelfstandige compagnie ingezet zouden worden in Noorwegen. De veertien tanks van die compagnie — één voertuig was gebruikt als prototype voor een vlammenwerper — dragen dus nog het oude korte kanon — maar er zijn geen bemanningen voor beschikbaar en de torens hebben geen werkende vizieren meer, omdat daarvan de verbindingsdozen tussen kanon en machinegeweer verwijderd zijn om de op dit punt nog niet afgebouwde voertuigen van 345e CACC gevechtsklaar te maken. Van de 21 omgebouwde tanks zijn er maar vijf volledig gereviseerd. Men ziet zich in de loop van de campagne dan ook gedwongen de "autonome" compagnies toch weer ondergeschikt aan het bataljon te maken.
Het personeel van de 1e compagnie werd op 26 april gebruikt om, onder leiding van kapitein Jean-Charles Idée, de 345e CACC te vormen dat deel zou moeten uitmaken van het CEFS (Corps Expeditionnaire Français de Scandinavie), het Franse expeditiekorps dat in de winter voorbereid was om Finland te hulp te schieten tegen de Sovjet-Unie tijdens de Winteroorlog, maar dat na de Finse nederlaag mooi gebruikt kon worden tegen de Duitse aanval in Scandinavië, Operatie Weserübung. Al snel kwam men echter door het lezen van de rapporten over de winterervaringen van 19e BCC tot de conclusie dat de Char D2 volstrekt ongeschikt was voor bevroren terrein en het plan deze compagnie te sturen werd afgeblazen. Op 15 mei krijgt de compagnie opdracht zich naar het front te begeven. Ze vecht, nominaal bij 4 DCr horend, zelfstandig tussen 17 mei en 20 mei bij Montcornet maar wordt op 21 mei als 1e compagnie weer samengevoegd met het 19e BCC.
De 346e CACC wordt op 17 mei opgezet met bemanningen van het 106e Bataillon de Chars, een trainingseenheid die opleidt voor de Char B1. Op 21 mei in feite toegevoegd aan de 19e BCC, worden de volledig onervaren manschappen in reserve gehouden en hun tanks gebruikt als vervanging voor verliezen van de reguliere compagnies. Op 31 mei worden de bemanningen volledig vervangen door reservepersoneel van het 19e BCC, waarbij het op 2 juni officieel ondergebracht wordt. Vanaf 9 juni wordt de compagnie in de strijd ingezet met dertien oudere voertuigen.
De 350ème CACC wordt op 8 juni geformeerd en vecht vanaf 18 juni samen met het 18e BCC.
Het hoofdbataljon, het 19e BCC, werd op 15 mei samen met andere eenheden gebruikt om een nieuwe pantserdivisie te vormen, de 4e Division Cuirassée onder Charles de Gaulle, die op 17 en 19 mei tegenaanvallen uitvoert bij Laon; anders dan veel bronnen vermelden, deed het 19e BCC daaraan echter niet mee: op die laatste datum heeft de eenheid namelijk maar vijf gevechtsklare tanks. Vier tanks van de derde compagnie worden alsnog van een toren voorzien en men weet ook nieuwe vizieren te verwerven voor sommige oude tanks van de 1e compagnie; twee daarvan worden "gekannibaliseerd" om reserveonderdelen te leveren voor de andere voertuigen. Op 24 mei komt men, versterkt door de 345e CACC, voor het eerst in actie bij Amiens; op 25 mei kan men 24 tanks in het veld brengen maar in de dagen daarna loopt het aantal inzetbare voertuigen snel terug. Ondanks het overnemen van tien nieuwe Char D2's van 346e CACC kan men bij een groot offensief op 27 mei om het bruggenhoofd van Amiens te heroveren, slechts zeventien tanks inzetten. De aanval wordt een totaal echec: de Franse infanterie ziet het onbekende tanktype aan voor Duitse Panzer, vlucht in paniek en de niet meer ondersteunde opmars leidt tot het verloren gaan van zeven tanks aan het vuur van antitankkanonnen. De verliezen worden gecompenseerd door de 350e CACC aan de 4e DCR toe te voegen, waarvan op 9 juni het 19e BCC de aftocht dekt tijdens Fall Rot. Op 23 juni zijn alle tanks uitgevallen of verloren gegaan en wordt de eenheid, weer gescheiden geraakt van de 350e CACC, omgezet in een Bataillon de Chasseurs portées, een gemotoriseerd infanteriebataljon.
Van de 84 tanks die aan het leger geleverd zijn, werden er 21 door de vijand uitgeschakeld en zeven (allen van de 350e CACC) waren op het moment van de wapenstilstand op 25 juni nog gevechtsklaar: de overigen waren nooit ingezet (drie) of uitgevallen en dan achtergelaten (38) of naar depots gezonden (twaalf). Van twee is het lot onbekend en één viel in een ravijn.
De Duitsers maakten minstens 21 tanks buit: negen die door de Fransen werden ingeleverd en twaalf die achtergelaten waren maar niet onklaar gemaakt. Ze gaven die de naam Panzerkampfwagen 733 (f), maar hebben ze kennelijk zelf nooit als zodanig ingezet, ongetwijfeld vanwege de mechanische onbetrouwbaarheid van het al grotendeels versleten materieel; de torens werden onder andere gebruikt voor een pantsertrein op de Balkan.

## Projecten en exportplannen
Het Franse leger zag de tank allereerst als een offensief wapen. Bij de Infanterie was de tank het middel bij uitstek om doorbraken van versterkte stellingen mogelijk te maken. Een tank moest dus in staat zijn kleinere antitankgrachten op eigen kracht te overwinnen zodat niet iedere loopgraaf tot een onoverkomelijk obstakel werd. Het leger beklemtoonde daarbij — en dat was uniek voor de Franse Infanterie; andere legers, en ook de Franse Cavalerie, verwaarloosden deze methode — het gebruik van de klimstaart waarvan zelfs de gigantische Char 2C was voorzien. De Char D2 had oorspronkelijk zo'n staart nog niet. In 1939 werd de oorlogsdreiging zo groot dat men besloot in deze lacune te voorzien. Op 25 augustus leverde het Atelier de Rueil aan de Commission de Vincennes een geavanceerd prototype voorzien van een intrekbare haak en een ingebouwde krik. Op 2 september werd die met klinknagels vastgezet en vanaf 11 september beproefd. Binnen drie dagen werd het type teruggestuurd: men had over het hoofd gezien dat de romp geen chassisbalken had om de klinknagels te verankeren die nu finaal uit de plaat scheurden als de tank zich probeerde op te richten. Een tweede type, nu van vastgelast en geschroefd plaatstaal en met een gewicht van 210 kilo, was op 5 februari klaar en werd goedgekeurd. Door de nederlaag is het niet meer tot verdere installering gekomen.
In augustus 1938 zond Polen een commissie naar Frankrijk om te onderzoeken of de Char D2 voor Polen geproduceerd kon worden, uitgerust met een 37 mm Bofors kanon met hoge aanvangssnelheid. De onderhandelingen daarover mislukten echter. In het voorjaar van 1939 werd overwogen om de tweede serie Char D2's toch maar naar Polen te exporteren, maar opperbevelhebber Maurice Gamelin verbood dit.
Eén enkele romp van de Char D2 werd vanaf 1938 in Rueil gebruikt voor de ontwikkeling van de bovengenoemde vlammenwerper, in samenwerking met de Chaubeyre-fabriek. Een eigenaardigheid van het project is dat het niet bedoeld is een voertuig op te leveren dat tegen kazematten of loopgraven ingezet kan worden — het gebruikelijke doel van vlammenwerpertanks — maar om een verdedigend antitankwapen te creëren. Het prototype kwam gereed op 5 december 1939. Van het voertuig was de toren vervangen; in de gevechtsruimte was een enorme brandstoftank van tweeduizend liter ingebouwd, die zelfs iets boven de romp uitstak. Onder die tank zat een pomp die 1800 liter brandstof per minuut kon persen naar een spuit voor in de neus. Het bereik was ongeveer vijftig meter. Bij proefnemingen bleek het effect zeer indrukwekkend te zijn en op 28 maart 1940 werden vijftig ombouwsets besteld. Die zouden echter een kleiner reservoir hebben van 900 liter voor een mengsel van benzol en lichte olie; de toren zou behouden moeten blijven. Nog op 23 april wordt opdracht gegeven de hele eerste serie van vijftig tanks zo om te bouwen, in partijen van vijftien. In feite werd het programma kort daarna stopgezet omdat ieder voertuig nodig is als gevechtstank en men al twee maanden bezig was de oudere tanks met een nieuw kanon te verbeteren. Het aantal operationele Char D2's in mei 1940 was dus hoogstens 99: 49 van de eerste serie; de 32 die in mei aan de sterkte werden toegevoegd en misschien nog achttien andere tanks in juni.
Voor zover bekend bestaat er geen enkel exemplaar meer van de Char D2.